# Paul Mescal
Paul Colm Michael Mescal (Maynooth, 2 febbraio 1996) è un attore irlandese.
Ha ottenuto l'attenzione internazionale per la sua interpretazione nella miniserie televisiva Normal People, per la quale si è aggiudicato un BAFTA Television Award e ha ricevuto la candidatura al Critics Choice Television Award e al Premio Emmy come migliore attore in una miniserie o film televisivo. Ha ricevuto il plauso della critica per la sua interpretazione nel film Aftersun (2022), per il quale ha ricevuto la candidatura al Critics' Choice Award, al Premio BAFTA e al Premio Oscar nella sezione migliore attore protagonista. 
Attivo anche in campo teatrale, nel 2023 si è aggiudicato il Laurence Olivier Award al miglior attore per la sua interpretazione nel ruolo di Stanley Kowalski in Un tram che si chiama Desiderio a Londra.

## Biografia
Paul Mescal è nato a Maynooth, figlio della poliziotta Dearbhla e dell'insegnante Paul Mescal. Ha giocato come difensore nell'under-21 delle squadre di calcio gaelico Kildare GAA e Maynooth GAA, ma dopo un infortunio alla mascella ha lasciato lo sport per studiare recitazione al Trinity College, dove si è laureato nel 2017.
Dopo la laurea, Mescal ha fatto il suo debutto sulle scene irlandesi negli adattamenti teatrali de Le ceneri di Angela e Il grande Gatsby in scena al Gate Theatre di Dublino. L'anno successivo ha fatto il suo esordio sulle scene londinesi in un revival de L'aratro e le stelle in scena al Lyric Theatre di Londra e poi anche al Gaiety Theatre di Dublino. Negli anni successivi ha continuato a recitare sulle scene irlandesi in allestimenti di Sogno di una notte di mezza estate, Ritratto dell'artista da giovane e Il tenente di Inishmore.
Il successo è arrivato nel 2020 quando è stato scelto per interpretare il co-protagonista Connell nella serie TV Normal People e per la sua interpretazione ha ricevuto una candidatura al Primetime Emmy Award al miglior attore protagonista in una miniserie o film TV e ha vinto il British Academy Television Award per il miglior attore. Nello stesso anno è apparso anche nel video musicale del singolo dei Rolling Stones "Scarlet".
Nel 2021 esordisce sul grande schermo con il film di Maggie Gyllenhaal La figlia oscura. Nel 2022 recita in due film in concorso al Festival di Cannes, Aftersun e Creature di Dio, ed interpreta il co-protagonista Aiden nel film Carmen. Nel dicembre dello stesso anno torna a recitare sulle scene londinesi nel ruolo di Stanley in Un tram che si chiama Desiderio all'Almeida Theatre e per la sua interpretazione vince il Premio Laurence Olivier al miglior attore. L'anno successivo affianca Saoirse Ronan nel film Il nemico ed Andrew Scott in Estranei, per cui vince il British Independent Film Award per la miglior interpretazione da non protagonista e riceve una seconda candidatura al Premio BAFTA, questa volta come miglior attore non protagonista. Nel 2024 interpreta il protagonista Annone/Lucio Vero Aurelio nel film di Ridley Scott Il gladiatore II, in cui recita accanto a Denzel Washington, Pedro Pascal e Connie Nielsen.

## Vita privata
Parla fluentemente l'inglese e l'irlandese. Dal 2021 al 2022 ha avuto una relazione con la cantante Phoebe Bridgers. Dal 2024 ha una relazione con la cantante Gracie Abrams.

## Filmografia

### Cinema
- La figlia oscura (The Lost Daughter), regia di Maggie Gyllenhaal (2021)
- Aftersun, regia di Charlotte Wells (2022)
- Creature di Dio (God's Creatures), regia di Saela Davis e Anna Rose Holmer (2022)
- Carmen, regia di Benjamin Millepied (2022)
- Il nemico (Foe), regia di Garth Davis (2023)
- Estranei (All of Us Strangers), regia di Andrew Haigh (2023)
- Il gladiatore II (Gladiator II), regia di Ridley Scott (2024)
- The History of Sound, regia di Oliver Hermanus (2025)

### Televisione
- Bump – serie TV, episodio 1x01 (2019)
- The Deceived – miniserie TV, 4 puntate (2020)
- Normal People – miniserie TV, 12 puntate (2020)

### Cortometraggi
- Drifting, regia di Robert Higgins e Patrick McGivney (2020)

### Videoclip
- Scarlet dei The Rolling Stones (2020)
- Savior Complex di Phoebe Bridgers (2020)

## Teatro
- Il grande Gatsby da Francis Scott Fitzgerald. Gate Theatre di Dublino (2017)
- Le scarpette rosse da Hans Christian Andersen. Gate Theatre di Dublino (2017)
- L'aratro e le stelle di Seán O'Casey. Lyric Hammersmith di Londra, Gaiety Theatre di Dublino (2018)
- Asking for it da Louise O'Neill. Abbey Theatre di Dublino (2018)
- Sogno di una notte di mezza estate di William Shakespeare. Kilkenny Arts Festival di Kilkenny (2018)
- Ritratto dell'artista da giovane da James Joyce. Pavillon Theatre di Dún Laoghaire, Dublin Theatre Festival di Dublino (2018)
- Il tenente di Inishmore di Martin McDonagh. Gaiety Theatre di Dublino (2020)
- Un tram che si chiama Desiderio di Tennessee Williams. Almeida Theatre e Phoenix Theatre di Londra (2022)

## Riconoscimenti
- Premio Oscar
  - 2023 - Candidatura al miglior attore per Aftersun
- AACTA Award
  - 2021 – Candidatura per il miglior attore per Normal People
- BAFTA
  - 2023 – Candidatura per il miglior attore protagonista per Aftersun
  - 2024 – Candidatura per miglior attore non protagonista per Estranei (All of Us Strangers)
- BAFTA Television Award
  - 2021 – Miglior attore televisivo per Normal People
- British Independent Film Awards
  - 2022 – Candidatura per la miglior interpretazione non protagonista per Creature di Dio (God's Creatures)
  - 2023 – Miglior interpretazione non protagonista per Estranei
- Critics' Choice Awards
  - 2021 – Candidatura per il miglior attore protagonista in una miniserie, serie limitata o film per la televisione per Normal People
- Dorian Awards
  - 2020 – Candidatura per il miglior attore per Normal People
- Evening Standard Theatre Awards
  - 2023 – Candidatura per il miglior attore per Un tram che si chiama Desiderio
- London Critics Circle Film Awards[19]
  - 2024 – Candidatura per l'attore non protagonista dell'anno per Estranei
  - 2024 – Miglior attore britannico o irlandese per Estranei, Carmen, Il nemico
- MTV Movie & TV Awards
  - 2021 – Candidatura per il miglior performance rivelazione per Normal People
- Primetime Emmy Award
  - 2020 – Candidatura per il miglior attore protagonista in una miniserie o film TV per Normal People
- Premio Laurence Olivier
  - 2023 – Miglior attore per Un tram che si chiama Desiderio

## Doppiatori italiani
Nelle versioni in italiano nelle opere in cui ha recitato, Paul Mescal è stato doppiato da:
- Manuel Meli in La figlia oscura, Creature di Dio, Estranei, Il gladiatore II
- Flavio Aquilone in Aftersun, Il nemico
- Alessio Puccio in Normal People